# Рембехово (Картузький повіт)
Рембехово (пол. Rębiechowo) — село в Польщі, у гміні Жуково Картузького повіту Поморського воєводства.
Населення — 688 осіб (2011).
У 1975-1998 роках село належало до Гданського воєводства.

## Демографія
Демографічна структура станом на 31 березня 2011 року:
|          | Загалом | Допрацездатний вік | Працездатний вік | Постпрацездатний вік |
| -------- | ------- | ------------------ | ---------------- | -------------------- |
| Чоловіки | 345     | 83                 | 245              | 17                   |
| Жінки    | 343     | 93                 | 213              | 37                   |
| Разом    | 688     | 176                | 458              | 54                   |